# John Raleigh Mott
John Raleigh Mott, född 25 maj 1865 i Livingston Manor, Sullivan County, New York, död 31 januari 1955 
i Orlando, Florida, var förgrundsgestalt inom World Student Christian Federation (WSCF). Han fick 1946 Nobels fredspris med Emily Greene Balch.

## Biografi
Efter universitetsstudier i USA och Storbritannien blev Mott 1888 sekreterare i KFUM:s studentavdelning i USA. Ur detta arbete framgick tanken på Kristliga studentvärldsförbundet, där Mott var generalsekreterare 1895-1920 och ordförande 1920-28. Inom USA:s KFUM innehade han flera poster och blev 1926 ordförande för KFUM:s världskommitté. 1910 var han en av ledarna vid Edinburgh-konferensen, ordförande i dess fortsättningskommitté till 1920, och blev 1921 ordförande i Internationella missionsrådet. Som sådan tog han initiativet till Jerusalemkonferensen och Kyrkornas världsråd. Mott företog resor över hela världen för att evangelisera och organisera kristna föreningar.
Bland hans skrifter vid i svensk översättning bland annat Världens evangelisering i denna generation (1901) och Det avgörande ögonblicket i den kristna missionens historia (1911).